# Parco Sculture del Chianti
Der Parco Sculture del Chianti ist eine ständige Ausstellung zeitgenössischer Kunstwerke in Pievasciata, einem Ortsteil von Castelnuovo Berardenga, zehn Kilometer nördlich von Siena gelegen. 

## Beschreibung
Das Projekt wurde von den Galeriebesitzern Piero und Rosalba Giadrossi ins Leben gerufen. Den Park haben sie in einem Eichenwald mit einer Ausdehnung von 13 Hektar errichtet, in dem sich zuvor eine Wildschweinzucht befand. Während der vorbereitenden Arbeiten hatten die Künstler die Möglichkeit genutzt, die Natur vor Ort zu studieren, um ihre Exponate dem sie umgebenden Ambiente anzupassen.
Seit seiner Einweihung im Mai 2004 ist der Park der Öffentlichkeit zugänglich und wird von der gemeinnützigen Gesellschaft „Amici del Parco“ betrieben. 26 Installationen und Skulpturen sind entlang eines etwa einen Kilometer langen Rundwegs zu sehen. Künstler aus mehr als 20 Ländern aller fünf Kontinente sind hier vertreten. Das verwendete Material reicht von Bronze, Stahl und Eisen über Granit, Marmor und andere Natursteine bis hin zu Glas und Neon.

## Künstler
Exponate folgender Künstler sind zu sehen:
- Pilar Aldana Mendez – Kolumbien
- Neal Barab – USA
- Xavier Barrera Fontenla – Argentinien
- Dominic Benhura – Simbabwe (seit 2007 Direktor der Tengenenge Art Community)
- Mauro Berrettini – Italien
- Nicolas Bertoux – Frankreich
- Benbow Bullock – USA
- Roberto Cipollone – Italien
- William Furlong – England
- Anita Glesta – Australien
- Vincent Leow – Singapur
- Cor Litjens – Holland
- Federica Marangoni – Italien
- Key Nakamura – Japan
- Johannes Pfeiffer – Deutschland
- Ursula Reuter-Christiansen – Dänemark
- Jeff Saward – England
- Jaya Schuerch – Schweiz
- Dolorosa Sinaga – Indonesien
- Christoph Spath – Deutschland
- Kemal Tufan – Türkei
- Costas Varotsos – Griechenland
- Adriano Visintin – Italien
- Yasmina Heidar – Alexandria, Ägypten
- Kim Hae Won – Südkorea